# Steve Birnbaum
Steve Birnbaum (Newport, 1991. január 23. –) visszavonult amerikai válogatott labdarúgó, hátvéd.

## Pályafutása

### Klubcsapatokban
Birnbaum a kaliforniai Newport községben született.
2014-ben mutatkozott be az észak-amerikai első osztályban érdekelt DC United felnőtt keretében. A 2014-es szezon első felében a Richmond Kickers csapatát erősítette kölcsönben. Először a 2014. június 8-ai, Columbus Crew ellen 0–0-ás döntetlennel zárult mérkőzésen lépett pályára. Első gólját 2015. június 7-én, Toronto ellen hazai pályán 2–1-re elvesztett találkozón szerezte meg.

### A válogatottban
2015-ben debütált az amerikai válogatottban. Először a 2015. január 28-ai, Chile ellen 3–2-re elvesztett mérkőzésen lépett pályára. Első válogatott gólját 2016. január 31-én, Izland ellen 3–2-es győzelemmel zárult barátságos mérkőzésen szerezte meg.

## Statisztikák
2023. április 2. szerint
| Klub             | Szezon   | Osztály  | Bajnokság | Bajnokság | Kupa  | Kupa | Nemzetközi | Nemzetközi | Összesen | Összesen |
| Klub             | Szezon   | Osztály  | Meccs     | Gól       | Meccs | Gól  | Meccs      | Gól        | Meccs    | Gól      |
| ---------------- | -------- | -------- | --------- | --------- | ----- | ---- | ---------- | ---------- | -------- | -------- |
| Seattle Sounders | 2014     | MLS      | 23        | 0         | 1     | 0    | 3          | 1          | 27       | 1        |
| Seattle Sounders | 2015     | MLS      | 25        | 2         | 0     | 0    | 5          | 0          | 30       | 2        |
| Seattle Sounders | 2016     | MLS      | 27        | 3         | 0     | 0    | —          | —          | 27       | 3        |
| Seattle Sounders | 2017     | MLS      | 26        | 0         | 0     | 0    | —          | —          | 26       | 0        |
| Seattle Sounders | 2018     | MLS      | 35        | 2         | 2     | 0    | —          | —          | 37       | 2        |
| Seattle Sounders | 2019     | MLS      | 35        | 1         | 2     | 0    | —          | —          | 37       | 1        |
| Seattle Sounders | 2020     | MLS      | 10        | 0         | 0     | 0    | —          | —          | 10       | 0        |
| Seattle Sounders | 2021     | MLS      | 21        | 2         | 0     | 0    | —          | —          | 21       | 2        |
| Seattle Sounders | 2022     | MLS      | 32        | 2         | 0     | 0    | —          | —          | 32       | 2        |
| Seattle Sounders | 2023     | MLS      | 6         | 1         | 0     | 0    | —          | —          | 6        | 1        |
| Összesen         | Összesen | Összesen | 240       | 13        | 5     | 0    | 8          | 1          | 253      | 14       |

### A válogatottban
| Válogatott       | Év       | Pályára lépés | Gól |
| ---------------- | -------- | ------------- | --- |
| Egyesült Államok | 2015     | 1             | 0   |
| Egyesült Államok | 2016     | 8             | 1   |
| Egyesült Államok | 2017     | 2             | 0   |
| Összesen         | Összesen | 11            | 1   |

#### Góljai a válogatottban
| # | Időpont          | Helyszín                                          | Ellenfél | Gólok | Eredmény | Kiírás              |
| - | ---------------- | ------------------------------------------------- | -------- | ----- | -------- | ------------------- |
| 1 | 2016. január 31. | StubHub Center, Carson, Amerikai Egyesült Államok | Izland   | 3–2   | 3–2      | Barátságos mérkőzés |